# Platte wagen

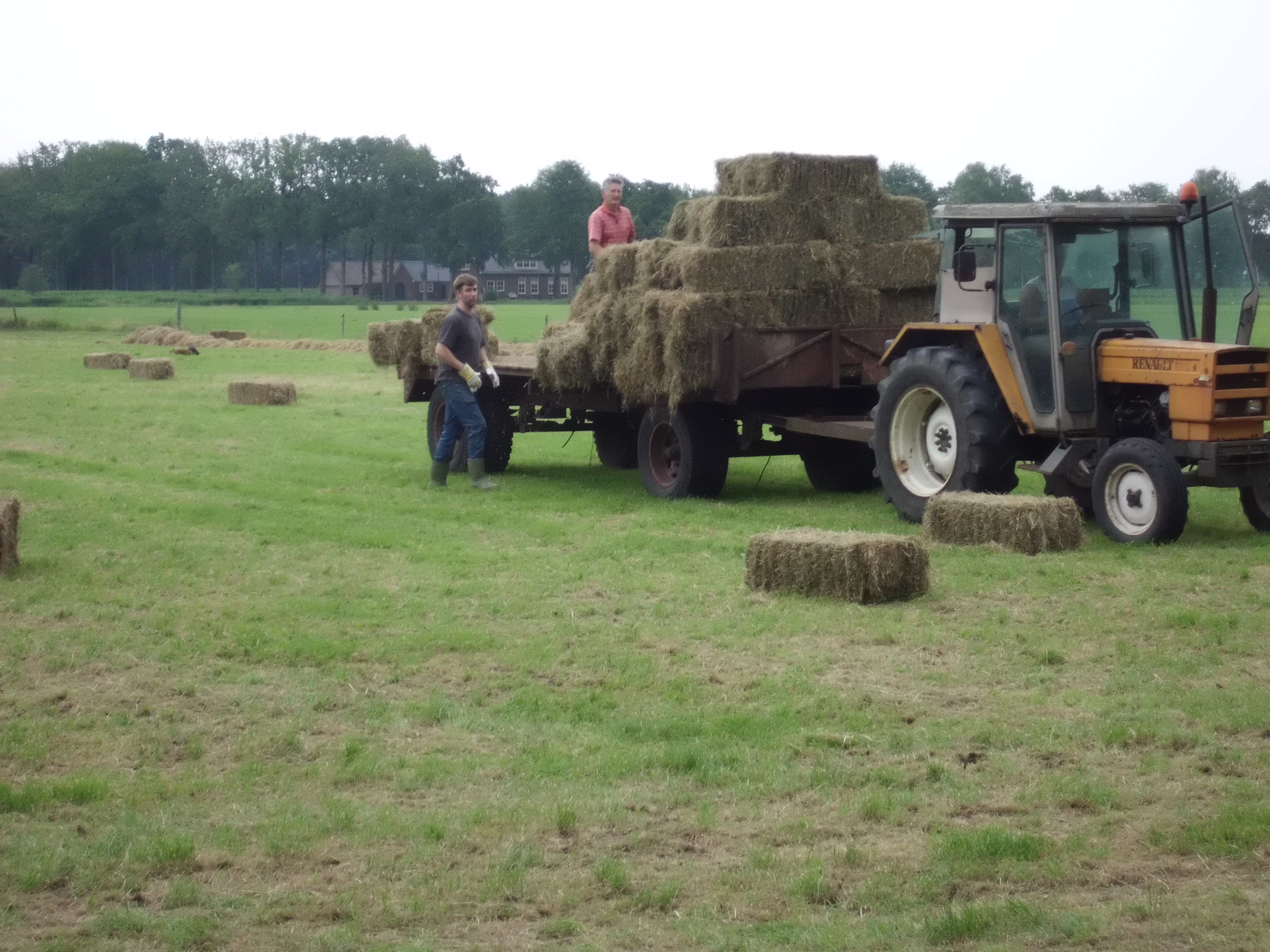
Hooi wordt uit de wei gehaald en op een platte wagen geladen.

Een platte wagen is een landbouwvoertuig waarmee vooral vroeger voer, oogst en voorwerpen mee worden verplaatst.
Voorbeelden hiervan zijn hooi, gras en melkbussen.
Vandaag de dag speelt de platte wagen of platte kar vooral een belangrijke rol bij volkstradities zoals het behalen van kampioenschappen door sportploegen. Vooral in kleinere kernen is het een veelvoorkomend fenomeen dat bij kampioenschappen op de platte wagen het betreffende team een ronde door het dorp maakt.